# 大西正樹
大西 正樹（おおにし まさき、1987年10月25日 - ）は、兵庫県明石市出身の元プロ野球選手（投手）。左投左打。

## 来歴

### プロ入り前
明石市立二見北小学校3年時にソフトボールを始め、当初は外野手だったが「サウスポーがいない」という理由から投手にコンバートされた。その後、地元の少年軟式野球クラブチーム二見フレンズに入部。明石市立二見中学校野球部では高校でチームメイトとなる明石市立大久保中学校の有元一真と何度も投げ合ったという。神戸国際大学附属高等学校に進学後は1年時から公式戦で登板し、2年夏も控え投手として投げ兵庫大会4強入りに貢献。3年生が引退した秋にはエースとなり、有元との2枚看板で若竹竜士擁する育英高等学校とは地区予選、県大会決勝、近畿大会決勝で対戦しいずれも勝利。新チーム結成以降、明治神宮野球大会準決勝で山口俊擁する柳ヶ浦高等学校に敗れるまで公式戦無敗だった。2005年の第77回選抜高等学校野球大会に出場。準決勝で柴田亮輔、斎賀洋平擁する愛工大名電高校に敗れたものの、夏春連覇がかかっていた駒大苫小牧高校を二回戦で完封するなど、チームの4強入りに貢献した。夏は兵庫大会準優勝。同年の高校生ドラフト3巡目で福岡ソフトバンクホークスに指名され入団。

### プロ入り後
ルーキーイヤーの2006年は新人合同自主トレでいきなり故障してしまい出遅れたが、ウエスタン・リーグでは6試合5投球回と少ない登板数ながら防御率1.80を記録。
2007年も前年に引き続き二軍で主にリリーフとして登板。11試合に投げて防御率1.29と好投した。同年12月7日に同郷である明石市の女性と入籍。
2008年はサイドスローに転向したものの二軍でわずか3試合の登板に終わり、同年11月4日に戦力外通告を受けた。12球団合同トライアウトに参加したが、他球団から声は掛からなかった。12月17日、ソフトバンクが育成選手として再雇用した。背番号は59から127となった。再雇用した理由は「今季からサイドスローに転向したばかり。夏ぐらいから結果が出てきたので、育成でもう1度チャンスをということになった」と説明した。
2010年10月1日、球団から再び戦力外通告を受けた。

## 詳細情報

### 年度別投手成績
- 一軍公式戦出場なし

### 背番号
- 59 （2006年 - 2008年）
- 127 （2009年 - 2010年）